# マイティンゲン
マイティンゲン (ドイツ語: Meitingen) は、ドイツ連邦共和国バイエルン州シュヴァーベン行政管区のアウクスブルク郡に属す市場町である。

## 地理

### 位置
マイティンゲンは、アウクスブルクとドナウヴェルトとのほぼ中間に当たるレヒタール（レヒ川の谷）に位置する。

### 自治体の構成
市場町マイティンゲンは以下のゲマインデタイル（地理上の地区）で構成される
- エーエキルヒェン
- エルリンゲン
- ヘルベルツホーフェン
- ランゲンライヒェン
- ランゲンライヒャーミューレ
- マイティンゲン
- オステンドルフ
- ヴァルタースホーフェン
- ツァイゼンリート

### 隣接する市町村
- ビーバーバッハ（アウクスブルク郡）
- エルガウ（アウクスブルク郡）
- キューレンタール（アウクスブルク郡）
- ラングヴァイト・アム・レヒ（アウクスブルク郡）
- ティーアーハウプテン（アウクスブルク郡）
- トッテンヴァイス（アイヒャハ＝フリートベルク郡）
- ヴェルティンゲン（ディリンゲン・アン・デア・ドナウ郡）
- ヴェステンドルフ（アウクスブルク郡）

## 歴史

### 19世紀まで
マイティンゲンは、1231年に初めて文献に記録されている。ヘルベルツホーフェンと小集落エーエキルヒでは、アウクスブルク聖堂参事会が土地所有権と領主権を有していた。1803年の帝国代表者会議主要決議以降この村はバイエルンに属した。バイエルン王国の行政改革に伴う自治体令によって1818年に現在の自治体が形成された。1844年に王立バイエルン邦有鉄道のルートヴィヒ南北線がマイティンゲンに達した。

### 20世紀
1920年のレヒ運河延伸工事の完成は、レヒ川の度重なる壊滅的な洪水を終結させた。1922年の運河沿いのマイティンゲン水力発電所の完成により、マイティンゲンの工業化に向けた基盤が創られた。
エキュメニズムの平和主義者であったカトリックの司祭マックス・ヨーゼフ・メッツガーは聖ヴォルフガング通り14番地の「クリストケーニヒハウス」にマイティンゲン・クリストケーニヒ＝インスティテュートを設立した。この機関は国際平和運動に関与していたため、国家社会主義者たちにとっては目障りな存在であった。彼は糾弾された後1944年4月にブランデンブルク＝ゲルデンで殺害された。彼の遺骸は1968年から地元の墓地に埋葬されている。彼の墓石、クリストケーニヒハウスの記念プレート、通りや学校の名前が彼の活動を記念している。
1931年にカトリックの聖ヴォルフガング教会が建設されて以後、マイティンゲンは1941年に独立した教区となった。1972年6月40日までマイティンゲンはヴェルティンゲン郡に属していた。
町の発展と周辺地域における重要度からマイティンゲンは1989年に市場町に昇格した。

### 町村合併
1972年1月1日に、地域再編の一環として、エルリンゲンと、それまでヴェステンドルフに属していたヴァルタースホーフェンがこの町に合併した。1972年7月1日にはヘルベルツホーフェンとオステンドルフがこれに続いた。ランゲンライヒェンは1978年5月1日に合併した。

## 住民

### 人口推移
1988年から2018年までの間にこの市場町の人口は、9,202人から11,637人まで、2,435人、約 26.5 % 増加した。

## 行政

### 議会
マイティンゲンの町議会は24議席からなる。

### 首長
2008年5月からミヒャエル・ヒグル (CSU/Junge Bürger Union) が町長を務めている。彼は2020年3月15日の選挙で 92.4 % の支持票を獲得して再選された。

### 姉妹自治体
- プゾージュ（フランス、ヴァンデ県）1973年[6]

### 紋章
図柄: 赤地。銀の横波帯の上に、金の爪や舌で威嚇し、金の首輪をつけた銀のクマ。
紋章の由来: この紋章は、地名と同じ名を持つ古い地元貴族マイティンゲン家の紋章デザインに由来する。貴族家の紋章である金地に黒クマではなく、白と赤の配色が選ばれたのは、ブルクガウ辺境伯領に属していた（1802年まで）ことを示している。この辺境伯家の紋章も白と赤の配色である。

## 経済と社会資本
全国的に重要な企業が、SDAX銘柄の企業SGLカーボンで、1923年からマイティンゲンにある。SGLカーボンはここで様々な炭素繊維強化プラスチック製の素材やコンポーネントおよび半導体や自動車産業向けのグラファイトをベースとしたフェルトやホイルの他に、燃料電池用のコンポーネントも製造している。高性能セラミックブレーキディスクも、ブレンボ社とのジョイント・ベンチャーでマイティンゲンで製造されている。
この他の企業には、1970年に現在のヘルベルツホーフェン地区で設立された、棒鋼、半製品、鉄筋コンクリートの製造業者レヒ＝シュタールヴェルックがある。

### 教育
この町には以下の学校がある: マイティンゲン基礎課程学校、ヘルベルツホーフェン基礎課程学校、中等学校、州立実科学校（Dr. マックッス＝ヨーゼフ＝メッツガー＝シューレ）。

### 交通
マイティンゲンは、連邦道2号線のドナウヴェルト - アウクスブルク間に直接面している。これと並行して鉄道アウクスブルク - ネルトリンゲン線が通っている。マイティンゲン駅とヘルベルツホーフェン駅にはローカル列車のみが停車する。

### エネルギー
早くも1920年代に、レヒ運河沿いの水力発電所建設に伴い、当時のバイエルンヴェルク AG とレヒ＝エレクトリツィテーツヴェルケ AG の変電所が設けられた。1980年代に 380kV-スイッチギヤが設けられたことで、RWE AG の高圧送電網に接続した。送電事業者アンプリオンの変電所があるマイティンゲンは現在、380kV-高圧送電網の重要なノードであり、レヒヴェルケの変電所は110kV-配電網の有用な結節点である。メミンゲン向けの架線はここからはじまる。

### レジャー
マイティンゲン近郊のヴェステンドルフ町内に、2017年に200台の駐車場を持つ800席のシネマコンプレックスが建設された。この施設は2018年3月に開館した。水泳禁止水浴槽、水泳水槽、飛び込み用水槽、小児用水槽を有する屋外プールや、様々な競技が楽しめる室内球技場がある。マイティンゲンとその地区には多くのスポーツクラブがあり、個人競技やチーム競技（サッカー、ハンドボール、バスケットボール、柔道、卓球、ダンスなど）が行われている。レヒ川の近くにミニゴルフ場がある。人気のレジャースポットは、マイティンガー・シュロスパルク（マイティンゲン城館公園）や様々な商店や軽食店が並ぶシュロス通りである。